# Backamadarasi Kis Gergely
Backamadarasi Kis Gergely (Backamadaras, 1738. – Székelyudvarhely, 1787. április 25.) református főiskolai tanár, az erdélyi református egyház főjegyzője.

## Pályafutása
Közszékely családban született. Az éles eszű és szorgalmas gyermekre szülőfaluja tanítói figyeltek fel, és a marosvásárhelyi kollégiumba tanácsolták. Mivel szülei szegények voltak, szolgadiákként íratták be az iskolába. Iskolatársai gyakran gúnyolták kissé rövidebb bal lába miatt. Amikor így csúfolták: "sánta is vagy, kicsi is vagy, semmiképpen nem lehetsz nagy", ő elmésen ezzel vágott vissza társainak: "megmutatom messze megyek, s aztán nyomós nevet szerzek". A jóeszű diákot tanárai felettébb megkedvelték, a rector még járni is tanította, hogy ne legyen feltűnő testi félszegsége. Minden tantárgyat szívesen és könnyedén tanult, különös előszeretettel a német nyelvet és teológiát. 1764-ben végezte el a kollégiumot, és külföldi tanulmányútra készült, a hétéves háború miatt azonban Mária Terézia rendelettel tiltotta a protestáns diákok külföldön való tanulását. Kiss Gergely nem adta fel, nekivágott Bécsnek, ahol sikerült a trónörökös II. József színe elé járulnia. Tőle nyert engedélyt arra, hogy Bázelben végezhesse további tanulmányait. 1765-től a bázeli akadémián két évig tanult mechanikát, fizikát, botanikát, anatómiát, egyház- és politikai történelmet, keleti nyelveket, jogot, teológiai diszciplinákat. 1768-ban tért vissza hazájába, útközben ismét elérte, hogy a trónörökös fogadja, akinek megköszönte jóságát és támogatását.
1768. október 20-án foglalta el professzori székét a székelyudvarhelyi református kollégiumban. Ott a reformáció ünnepén tartott évnyitón ismertette a fából emelt iskola történetét, felhíva a népes egybegyűltek figyelmét az iskola korszerűvé tételére. E naptól kezdve az új kollégium felépítése foglalkoztatta. Az ügynek megnyerte az udvarhelyszéki főkirálybírót és a környék előkelőségeit, akik tervében hathatósan támogatták. 1773-ban elkészült a kétemeletes 45 helyiségből álló református kollégium, amely ma is büszkesége a városnak. Kiss Gergely nemcsak a külső építésben, hanem a belső szellemi és lelki élet építésében is utolérhetetlen volt. A jogot, a filozófiát és a teológia minden tárgyát maga tanította. Gondoskodott a tanulók élelmezéséről, s különösen a szegény tanulók étkeztetésére volt gondja.
Az iskola felépítése mellett 1780-1781-ben templomot építtetett a város főterére, azt követően könyvtárat alapított. A nagytudományú férfit az erdélyi református egyház zsinata főjegyzővé választotta. A sok munkában egészségi állapotáról megfeledkezett, s májbetegsége egyre súlyosabb lett. Halálos ágyán együtt imádkozott hívő paptársával s megkérte, Kassai Sámuel udvarhelyi papot, hogy felette ne mondjon prédikációt, csak egy imádságot. 1787. április 25-én halt meg 49 éves korában. 15 évi házasság után özvegyen hagyta hitvesét, Fogarasi nemes Komáromi Teréziát és árván három gyermekét: Józsefet, Borbálát és Ferencet. A székelyudvarhelyi temetőben temették el. Sírkövére néhány hálás szívű tanítványa az alábbi verset írta:
Kiss Gergely hamvait e sírhalom zárja,
Neve földünk, lelke az egeket járja.
Nagy pap, bölcs professzor, ért ítélettel szólt
Tanult igazgató s fő nótárius volt.
Három hat esztendő bizonysága lehet,
Míg hivatalban volt, egy ember mit tehet!
Új oskola, templom, sok tanítvány mondja,
Hogy rövid idő rá, volt a mennyi gondja!
Egy jubileumot érvén, végét érte
A vallás s a közjó méltán sírba kérte,
Irigy, valld meg te is igaz érdemeit,
Ne rágd hírét, tiszteld nyugvó tetemeit.

## Művei
- Halotti oratio a halálnak rut és szép ábrázatjáról, melyet néhai mélt. gróf Tantsi Földvári Ferencz ő nagyságának utolsó tisztessége megadattatásának alkalmatosságával mondott N. Idán Bőjt előhava X. napján 1770. Kolozsvár, 1771.
- Kedves és tisztes Dániel néhai mélt. l. b. Vargyasi idősb Dániel István úr ő nagysága... áldott emlékezetét Pünköst havának XXIX. napján halotti oratióval tisztelte a vesszősi udvar-háznál 1774. eszt. Kolozsvár, 1775.

3. Agenda, az az: Egyházi szolgálatbéli okos isteni tisztelet módja. Melyet a felsőbbeknek parancsolatjára készített vala... Most pedig némely hozzá-adásokkal, az ezzel élni akaró szolga társaiknak hasznokra... közönségessé tett Szerentsi Nagy István. Győr, 1788.

## Emlékezete
Backamadarason 1992-ben, a falu 600 éves ünnepén szerettek volna szobrot emelni e jeles férfiúnak, de mivel arcképet nem találtak, így az iskola előtt emlékoszlopot állítottak tiszteletére. 2006-ban a falu általános iskolája felvette az iránta érzett tiszteletből a "Kiss Gergely Általános Iskola" nevet. Szintén az ő nevét viseli a székelyudvarhelyi református kollégium; fontos megemlítenünk, hogy 2007. évtől kezdődően a backamadarasi általános iskola minden évfolyamából egy diák bérmentve tanulhat itt.
2012-ben Baczkamadarasi Kis Gergely szobrát a székelyudvarhelyi kollégium Backamadarasnak ajándékozta. A szobor avatására Kató Béla püspökhelyettes jelenlétében került sor Pünkösd másodnapján.
2013-tól egy emlékszoba is őrzi a tudós és építő emlékét. Az 1900-ban felépült egykori felekezeti iskolát 2000-ben kapta vissza a református egyházközség, így ennek az épületnek egyik termét használták fel az emlékszoba kialakítására. Az emlékszobában ott találjuk a Kis (az 1900-as évektől Kiss) családnak a nyárádgálfalvi Tóth Ferenc által megfaragott címerét, és olyan korabeli okiratokat, mint például azt, amely ösztöndíjat ítél meg Kis Gergely számára a külföldi tanulmányaihoz. Régi könyvek, naplók között találunk általa írt tanulmányokat és liturgiás könyvét, de betegségéről és haláláról is vannak egykori feljegyzések. Erre az alkalomra a genealógiára „szakosodott” Buksa Ferenc rigmányi-nyárádszentsimoni lelkész elkészítette a Kisek családfáját 1602-től napjainkig, amelyről részletes előadást is tartott az érdeklődő helyieknek. Megjegyzendő, hogy az egykori felekezeti iskola épülete 2018-ban lebontásra került, így az emlékszobát összevonták a helyi múzeummal. A Kisek családfája jelenleg a Backamadarasért Egyesület székházában tekinthető meg.